# Подводные лодки типа V
Подводные лодки типа V образца 1941 года (англ. V class sumbarine (1941)) — тип британских подводных лодок, построенных в ходе Второй мировой войны. Из 42 заказов 34 лодки получили имена, но в ходе войны удалось построить всего 22 субмарины. Корабли строились в рамках программы обновления субмарин типа U. Субмарины строились на заводах Vickers-Armstrong в городах Барроу-ин-Фернесс и Ньюкасл-апон-Тайн. Семь субмарин получили имена, начинающиеся на букву U, хотя по правилам наименования кораблей в Великобритании их нужно было называть на букву V.
Субмарины не отличались особенно от подлодок типа U, будучи довольно низкими, однако более мощное бронирование и толщина отдельных плит позволяли подлодке опускаться на бо́льшую глубину. Иногда данные подлодки называют подлодками типа «Вэмпайр» (англ. Vampire class sumbarine) в честь одной из таких подлодок.

## Список подлодок

### Построенные
- HMS Venturer
- HMS Viking
- HMS Veldt (переименована в RHS Pipinos)
- HMS Vampire
- HMS Vox
- HMS Vigorous
- HMS Virtue
- HMS Visigoth
- HMS Vivid
- HMS Voracious
- HMS Vulpine
- HMS Varne
- HMS Upshot
- HMS Urtica
- HMS Vineyard (переименована в FFL Doris)
- HMS Variance
- HMS Vengeful
- HMS Vortex (переименована в FFL Morse)
- HMS Virulent
- HMS Volatile
- HMS Votary
- HMS Vagabond

### Недостроенные
- HMS Veto (строительство прекращено 23 января 1944, разобрана)
- HMS Virile (строительство прекращено 23 января 1944, разобрана)
- HMS Visitant (строительство прекращено 23 января 1944, не закладывалась)
- HMS Upas (строительство прекращено 23 января 1944, не закладывалась)
- HMS Ulex (строительство прекращено 23 января 1944, разобрана)
- HMS Utopia (строительство прекращено 23 января 1944, не закладывалась)
- HMS Vantage (строительство прекращено 23 января 1944, не закладывалась)
- HMS Vehement (строительство прекращено 23 января 1944, не закладывалась)
- HMS Venom (строительство прекращено 23 января 1944, не закладывалась)
- HMS Verve (строительство прекращено 23 января 1944, не закладывалась)
- HMS Unbridled (строительство прекращено 20 ноября 1943, не закладывалась)
- HMS Upward (строительство прекращено 20 ноября 1943, не закладывалась)
- 8 подлодок без имён